# École de Versailles
L'école de Versailles est une école d'équitation fondée en 1680. Elle fut le berceau de l'équitation savante française jusqu'en 1830. La doctrine des nombreux maîtres de l'école est peu documentée, l'enseignement était verbal et seul Montfaucon de Rogles rédigea un traité qui précise quelle était la doctrine enseignée au manège.

## Origines
Venu d'Italie, l'art équestre se développe en France à la Renaissance grâce à de célèbres écuyers comme Pluvinel qui fut suivi par Mesmont, Antoine de Vendeuil, la Guérinière, Villemotte ou bien encore François Pagès-Vitrac. Pour les rois de France, la qualité de leur écurie était une marque de puissance. Il leur était donc important que la noblesse militaire reçoive un enseignement équestre de qualité. Par ailleurs, l'exercice de la chasse exigeait que la Cour possède chevaux et carrosses en conséquence. Lorsque Louis XIV transféra sa résidence à Versailles, il lui fut donc normal d'y faire construire des écuries dignes de son dessein. Le manège des Tuileries fut alors abandonné par la cour et repris par François Robichon de la Guérinière qui s'y établit.

## Chronologie
- 1680 : création de l'École de Versailles par la réunion à Versailles de la Petite et de la Grande Écurie du roi
- 1682 : inauguration par Louis XIV alors âgé de 44 ans
- 1793 : suppression par la Convention de toutes les écoles royales
- 1796 : le directoire exécutif arrête qu'une « école nationale d'équitation » serait créée au manège de Versailles
- 1810 : fermeture de « l'école d'équitation Versailles » transformée en « l'École spéciale de cavalerie de Saint Germain »
- 1814 : réouverture du manège sous la direction du vicomte d'Abzac
- 1822ː dissolution de l'école après que le général Berton qui la commandait y conçut un coup d'état d'inspiration bonapartiste[3]
- 1830 : fermeture définitive de l'École.

## Écuries
L'école de Versailles était composée de la petite et de la grande écuries. Cette distinction date de François 1er. La Grande rassemble les chevaux de guerre et de parade, la Petite ceux de poste ou d'attelage.
Les écuries de Versailles comptèrent jusqu'à 650 chevaux et certainement plus de 200 voitures.

### Bâtiments
Après une première écurie du Roi créée à Versailles dans les années 1670, les bâtisses sont construites par Jules Hardouin-Mansart et achevées respectivement en 1681 et 1682. Elles ont été réalisées du côté est, de telle manière que les occupants puissent ainsi admirer le parc et les bois environnant des fenêtres du château, qui se trouvaient du côté ouest. Elles furent construites sur l'emplacement des hôtels particuliers de Noailles et de Lauzun qui furent détruits à cet effet. Les deux bâtiments sont quasiment identiques ; de forme arrondie, ils font face au château.

### Grande Écurie
La Grande écurie abritait les chevaux de guerre, de manège, de parade et de chasse. Les carrières et les chenils se trouvaient en son arrière. Le manège, mesurant 16,75 m par 47,80 m, est au centre du demi-cercle que forme la Grande Écurie. Il sera abandonné au XVIIIe siècle car de taille jugée trop modeste. Des représentations théâtrales y furent données avant que ne soit construit l'Opéra de Versailles, ainsi que des spectacles équestres. Un carrousel eut lieu dans sa cour d'honneur qui fut dépavée pour l'occasion.
Elle était dirigée par le Grand écuyer de France, dit « Monsieur le Grand » qui était secondé par un Écuyer commandant. Elle était composée de trois catégories d'officiers : ceux qui servaient quotidiennement, ceux des haras du Roi et ceux qui faisaient le service des cérémonies. Dans cette dernière catégorie figuraient les hérauts d'armes, les poursuivants d'armes, les porte-épées de parement et le corps des musiciens (dit aussi musique de la Grande Écurie ) attachés à la grande Écurie. Ces musiciens accompagnent certains événements militaires, les retours de chasse, et les événements festifs ou de plein air. L'ensemble comprend une quarantaine d’instruments à vent et des percussions. Ses musiciens, sachant rarement lire et écrire, jouissent d’une considération inférieure à celle de leurs collègues de la Chapelle et de la Chambre. Certains musiciens appartiennent à deux, voire à trois de ces ensembles.
Le grand écuyer avait aussi autorité sur l'école des pages du roi (voir § Pages, ci-dessous) fondée en 1682 par Louis XIV ; il commandait en direct l'école des pages en la Grande écurie. C'était le premier écuyer, dit « Monsieur le Premier » qui pour sa part assurait la direction de l'école des pages en la Petite écurie. 
Depuis 2003, le Manège de la Grande Écurie accueille l'Académie du Spectacle Équestre dirigée par Bartabas. L'Académie du spectacle Équestre accueille aujourd'hui une quarantaine de chevaux.

### Petite Écurie
La Petite écurie abritait les chevaux dont le roi se sert le plus ordinairement ainsi que ceux d'équipage, les carrosses, les calèches et les autres voitures qu'ils tractaient, de même que les chaises à porteurs.
Elle ne dispose pas de manège et seule une rotonde à ciel ouvert fait pendant au manège de la Grande Écurie.
Elle était dirigée par le Premier écuyer, dit « Monsieur le Premier » et était composée des vingt écuyers servant par quartier, des trente pages et des vingt-quatre petits valets de pied, sans compter les cochers, selliers, palefreniers, postillons. Le premier écuyer assurait le commandement de l'école des pages du roi en sa Petire écurie (voir § Pages, ci-dessous). 
En 1787, par économie, les activités de la Petite Écurie furent supprimées et rattachées à la Grande Écurie.

## Écuyers
Les écuyers, qui fondent la célébrité du manège de Versailles, sont :
- Du Vernet du Plessis (1620-1696) ou Duplessis, à qui Louis XIV confia l'éducation équestre du Dauphin.
- Du Vernet de la Vallée, cité par La Guérinière ainsi que le précédent, dans son École de Cavalerie.
- Antoine de Vendeuil, maître de La Guérinière.
- Cazaux de Nestier (1684-1754), Premier écuyer cavalcadour, donna des leçons d'équitation au jeune roi Louis XV. Il est resté célèbre pour sa position à cheval qui était parfaite. Il utilisa des mors très doux pour l'époque que lui même transforma, à branches courtes et canons droits. Réputé pour monter des chevaux difficiles, par ailleurs, il choisissait et dressait les chevaux personnels du roi. Il mit à la mode les chevaux limousins[1].
- François de Montrognon de Salvert, il resta écuyer pendant 33 ans, de 1718 à 1751. Le comte de Lubersac et Montfaucon de Rogles sont ses élèves[1].
- Comte de Lubersac (1713-1767), dirigea l'école des Chevau-légers après avoir été écuyer à la Grande Écurie. Il dressait ses chevaux exclusivement au pas. Après des années, parfaitement assoupli, le cheval était ainsi dressé à toutes les allures. Au pas, il décelait toutes les résistances que le cheval présentait et était capable d'y remédier[1].
- Montfaucon de Rogles (1717-1760), « Écuyer ordinaire de la petite Écurie du Roi, commandant l'équipage de feu Monseigneur le Dauphin » définit dans son Traité d'équitation(1788) la doctrine des écuries Royales de Versailles. Il commanda le Manège des Chevau-Légers. Il écrivit un traité sur l'équitation (1778 et 1810), seul document qui définit la doctrine enseignée au manège de Versailles[1].
- Jean François Brunet de Neuilly, écuyer jusqu'en 1773, eut pour élèves le prince de Lambesc et le vicomte d'Abzac.
- Charles-Eugène de Lorraine, prince de Lambesc (1751-1825), fut le dernier Grand Écuyer de l'ancienne monarchie.
- Marquis François Étienne Michel de La Bigne (1742-1827), qui mit une heure pour traverser la place d'armes, sans quitter le galop.
- Vicomte Pierre Marie d'Abzac (1744-1827), écuyer de 1763 à 1781, il émigra en Allemagne pendant la Révolution[1]. Il enseigna l'équitation à trois rois, Louis XVI, Louis XVIII et Charles X.
- Chevalier Jean François d'Abzac, frère du précédent (1754-1820), il reprit la charge de son frère en 1781. Il forma le comte d'Aure.
- Antoine Philippe Henry Cartier d'Aure (1799-1863)
- Charles Antoine Comte de Gourcy-Récicourt (1801-1858) qui fut successivement l'écuyer de main puis cavalcadour du roi Charles X.

Au XVIe siècle un cavalcadour est le cavalier qui exerçait les poulains et montait les chevaux sous la direction du cavalerice, dénomination désignant l'homme de cheval qui réunissait l'expérience au talent et au savoir. Ce terme est resté en usage en France jusqu'à la chute de l'ancienne monarchie, c'est-à-dire jusqu'en 1830. Seulement cette dénomination ne s'appliquait plus, comme au temps de La Broue, au cavalier encore inexpérimenté, mais à l'écuyer qui, chez le roi et chez les princes, commandait l'écurie des chevaux qui servaient à leur personne.
Quant à la qualification d'écuyer ordinaire, elle s'appliquait aux écuyers dont les fonctions se continuaient toute l'année, par opposition à ceux qui servaient par quartier. Ils étaient environ une dizaine et chacun était assisté d'un écuyer cavalcadour qui pouvait être amené à le suppléer en son absence.

## Organisation
À Versailles, l'enseignement de l'équitation tenait une grande place dans l'apprentissage réservé à la noblesse militaire. Les élèves étaient en nombre restreint. Quelques élèves, en très petit nombre venaient, par faveur toute spéciale, apprendre pour eux-mêmes et sans autre but.

### Élèves écuyers
Seuls quelques jeunes gens de famille, étaient aptes à devenir élèves écuyers ou écuyers. Les élèves écuyers étaient employés spécialement au service du manège. Les écuyers étaient de différentes sortes, répondant à des charges de cour. Les écuyers de manège étaient les moins nombreux.

### Gardes du corps
Quatre gardes du corps étaient envoyés par les compagnies pour en faire des instructeurs. Un refus formel avait été opposé aux demandes réitérées d'admettre un plus grand nombre de gardes du corps et des officiers de la garde royale.

### Pages
Seuls les jeunes gentilshommes pouvant faire la preuve d'une noblesse dont l'ancienneté remontait à au moins 1550 pouvaient demander à être admis et élevés à l'école des pages de la Grande ou de la Petite Écurie du roi.
Au XVIIe et XVIIIe siècles, leur filiation était établie par un généalogiste de la famille d'Hozier qui possédait la charge de juge d'armes de France et de généalogiste du roi.
Les pages étaient admis soit à la Grande, soit à la Petite Écurie :
- Pour ceux de la Grande Écurie, dits « de la couronne », il fallait : « ... être d'une noblesse ancienne et militaire au moins depuis l'an 1550, conformément à l'intention du Roi...  »[6]. Ils étaient affectés à des services d'apparat dont les grandes chasses.
- Ceux de la Petite Écurie  devaient : « ... établir les degrés de (leur) filiation..., au moins jusqu'à (leur) quatrième ayeul et jusqu'en l'an 1550, sans aucun anoblissement, relief de noblesse ou privilège attributif de noblesse, depuis ladite année 1550... » et « ... justifier que le gentilhomme qui se présente pour être page de Sa Majesté, est incontestablement d'une noblesse dont la possession ne saurait être révoquée en doute...  »[6].

La réception comme « page du roi en sa Grande Écurie » était, pour une famille, un honneur qui venait juste après celui des honneurs de la Cour. Dans l'ordre des honneurs anciens, la réception comme « page du roi en sa Petite Écurie », prenait place tout de suite après la réception en la Grande Écurie.
À l'école des pages, ceux-ci recevaient un enseignement général comme dans toute école, ainsi que d'autres instructions plus en lien avec leur service, notamment le maniement de l'épée et l'équitation. Ils devaient aussi participer au service du roi au château et le suivre à la guerre. Lorsque le roi ou un membre de la famille royale (sauf la reine qui avait ses propres pages) devait se déplacer à la nuit tombée à Versailles dans le château ou les jardins, il revenait à six pages de sa Grande Écurie, portant chacun flambeau, de le précéder, lui ouvrant la route et lui éclairant le chemin.
Admis « au renouvellement de la livrée » à environ quinze ans, ils étaient par ailleurs connus comme de nature turbulente et peu assidus, ce qui était sujet d'amusement à la Cour.
Au XVIIIe siècle, les pages du roi étaient pour la plupart de futurs officiers de cavalerie. L'organisation de leur recrutement avait été codifiée par le roi en novembre 1721 pour ceux de la Grande  Écurie et en juin 1729 pour la Petite Écurie. La durée des études à l'école des pages était de trois années et le recrutement annuel de vingt-deux nouveaux entrants, en moyenne. En comprenant la dernière admission, celle de 1830, les pages furent, en tout, deux cents dix-huit.

### Gens de service
Les gens du service des écuries étaient destinés à être un jour sous-piqueurs ou piqueurs. Ces élèves piqueurs se divisaient en deux catégories : les « élèves bleus » et les « élèves galonnés ». Ils tiraient leur nom de leur uniforme même, simplement bleu pour les premiers ; de même couleur, mais rehaussé de galons aux manches et aux poches, pour les seconds. Ils étaient attachés au service de la selle, à celui du manège et, par exception, au service des attelages. À la réorganisation des écuries du roi, en 1816, il y avait sept « élèves bleus » et six « élèves galonnés ». Par la suite, leur nombre a varié. Les vacances de piqueurs étaient rares et des raisons d'économie en firent encore diminuer le nombre. Ainsi, de 1819 à 1830, et laissant en dehors les services de la selle et des attelages qui réclamait un service de piqueurs plus nombreux, le manège de Versailles proprement dit n'eut pour son service particulier qu'un piqueur, Bellanger, et qu'un sous-piqueur, Bergeret.

## Enseignement
À l'époque de la création de l'école d'équitation (1682), la lourde amure du Moyen Âge disparaissait. Les grands écuyers de l'école préconisèrent donc une position plus souple et plus naturelle, avec une utilisation plus fine et plus diversifiée des aides. C'est à ce moment que naît la notion de tact équestre. L'équitation devient un art.
Les trois premières années étaient consacrées à perfectionner l'assiette par un travail sans étrier. Outre l'équitation, il était enseigné à l'école des pages les mathématiques, le dessin, l'écriture et différentes disciplines militaires.
Lorsque des frères d'Abzac commandaient le manège des deux Écuries du Roi, soit de 1763 à environ 1820, l’École de Versailles rejetait toutes les allures de fantaisie pour s'en tenir à la Haute École classique et à une forme d'équitation jugée raffinée :
- Dégager « l'équitation de toutes les superfluités, de toutes les inutilités en vogue au temps de Pluvinel » (d'Aure) ;
- Rechercher « la régularité et l'élégance de la position, la finesse des aides, la douceur dans l'emploi des moyens de domination » (l'Hotte) ;
- Rejeter « tout ce qu'en équitation le bon goût réprouve » ;
- Obtenir la perfection de la position du cavalier : « Dans ce manège, les plus grands soins étaient donnés à la rectitude, à l'élégance de la position, à ce point qu'il suffisait de voir passer un cavalier sortant de cette école pour pouvoir dire : « C'est un élève de Versailles. » À cette époque, on disait : « Celui qui n'est pas bel homme à cheval ne peut être bon homme de cheval. » (l'Hotte).

## Critiques
Au milieu du  XVIIIe siècle, l'école de Versailles fut l'objet de critiques.
Les régiments montés de la Maison du Roi firent l'objet de réductions sévères sous Louis XV et sous Louis XVI. Les chevaux arabes et anglais font leur apparition à la Cour au détriment des chevaux andalous. L'instruction donnée aux cavaliers militaires est elle-même critiquée, notamment par Guibert qui juge que les exercices de manège prennent une place trop importante.